# Liste des sites mégalithiques du Denbighshire
Cette liste non exhaustive recense les principaux sites mégalithiques du Denbighshire.

## Cartographie
Localisation des principaux sites mégalithiques du Denbighshire
| : Complexes mégalithiques · : Alignements, henges, cromlechs · : Dolmens, menhirs, tumulus, cairns · |

## Liste
| Site          | Type     | Notes | Coordonnées                 | Image |
| ------------- | -------- | ----- | --------------------------- | ----- |
| Moel Tŷ Uchaf | Cromlech |       | 52° 55′ 24″ N, 3° 24′ 20″ O |       |